# Suheir Hammad
Suheir Hammad, née le 25 octobre 1973 à Amman (Jordanie), est une poétesse, écrivain, scénariste et activiste politique américaine.

## Filmographie

### Au cinéma

#### Comme actrice
- 2008 : Le Sel de la mer : Soraya

#### Comme scénariste
- 2009 : When I Stretch Forth Mine Hand

## Récompenses et distinctions
- (en) Suheir Hammad: Awards, sur l'Internet Movie Database